# Yii
A Yii (ejtsd jí) egy komponens alapú PHP keretrendszer. Dinamikus webes alkalmazások készítésére használható.
A neve egy betűszó: a „Yes It Is!” angol szavak (jelentésük: „Igen, ez az!”) kezdőbetűjéből áll össze, de kiejtése, a „jí” megegyezik a „könnyű, egyszerű” jelentésű 易 kínai karakter kiejtésével is.

## Története[3]
A Yii keretrendszert 2008. január 1-jén kezdte el fejleszteni Qiang Xue, a Prado keretrendszer megalkotója. A Yii fejlesztését azért kezdte el, mert a Prado nagyobb terhelés alatt nem bizonyult eléggé gyorsnak, illetve a komponensei és a kontrolljai testreszabása elég nehézkes. A cél egy olyan webes keretrendszer létrehozása volt, ami nagyon gyors, könnyen kezelhető, és eleget tesz a web 2.0 elven fejlesztett webes alkalmazások követelményeinek. A Yii 1.0 majd egy év privát fejlesztés után került a nyilvánosság elé, 2008. december 3-án.
A Yii keretrendszer fejlesztése közben a legtöbb ötletet és megvalósítást a Pradóból emeltek át. Emellett a Ruby on Rails ihlette a Yiiben használt aktív rekordok megvalósítását, és a konfiguráció felépítését. A Symfony keretrendszerből a beépülő modulok kezelése és a szűrési módszerek elve, míg a Joomla! CMS-ből a modularizáció elve került a Yiibe.

## A Yii jellemzői[4]
- MNV (modell-nézet-vezérlő) tervezési minta megvalósítása
- ORM (objektum-relációs leképzés)
- Komponens alapú felépítés
- Űrlap- és beviteli ellenőrzés
- Gyorsítótárazás és kódtömörítés
- Lokalizáció
- Témázhatóság
- Ajax támogatás és a jQuery beépített használata
- Hibakezelés, naplózás és a hibakeresés (debug) megkönnyítése
- Biztonsági szűrések és funkciók
- Keresőbarát URL-ek támogatása
- Adatbázis-függetlenség
- A tesztelés támogatása beépített egységteszt (Unit-teszt) lehetőségével
- Különböző parancssoros és webes eszközök a felhasználói felület és a kód generálására
- Webszervizek és REST API támogatás
- Inkonzisztencia és anti-patternek

## Verziók és kiadások időrendben
| Szín  | Jelentés                          |
| ----- | --------------------------------- |
| Piros | Már nem támogatott verzió         |
| Sárga | Elavult, de még támogatott verzió |
| Zöld  | Jelenlegi verzió                  |
| Kék   | Jövőbeli kiadás                   |

| Verzió | Kiadás | Kiadás dátuma       | A támogatás vége   | Követelmény             |
| ------ | ------ | ------------------- | ------------------ | ----------------------- |
| 1.0    | 1.0    | 2008. december 3.   | 2010. december 31. | PHP 5.1.0 vagy magasabb |
| 1.0    | 1.0.1  | 2009. január 4.     | 2010. december 31. | PHP 5.1.0 vagy magasabb |
| 1.0    | 1.0.2  | 2009. február 1.    | 2010. december 31. | PHP 5.1.0 vagy magasabb |
| 1.0    | 1.0.3  | 2009. március 1.    | 2010. december 31. | PHP 5.1.0 vagy magasabb |
| 1.0    | 1.0.4  | 2009. április 5.    | 2010. december 31. | PHP 5.1.0 vagy magasabb |
| 1.0    | 1.0.5  | 2009. május 10.     | 2010. december 31. | PHP 5.1.0 vagy magasabb |
| 1.0    | 1.0.6  | 2009. június 7.     | 2010. december 31. | PHP 5.1.0 vagy magasabb |
| 1.0    | 1.0.7  | 2009. július 5.     | 2010. december 31. | PHP 5.1.0 vagy magasabb |
| 1.0    | 1.0.8  | 2009. augusztus 9.  | 2010. december 31. | PHP 5.1.0 vagy magasabb |
| 1.0    | 1.0.9  | 2009. szeptember 6. | 2010. december 31. | PHP 5.1.0 vagy magasabb |
| 1.0    | 1.0.10 | 2009. október 18.   | 2010. december 31. | PHP 5.1.0 vagy magasabb |
| 1.0    | 1.0.11 | 2009. december 13.  | 2010. december 31. | PHP 5.1.0 vagy magasabb |
| 1.0    | 1.0.12 | 2010. március 14.   | 2010. december 31. | PHP 5.1.0 vagy magasabb |
| 1.1    | 1.1.0  | 2010. január 10.    | 2016. december 31. | PHP 5.1.0 vagy magasabb |
| 1.1    | 1.1.1  | 2010. március 14.   | 2016. december 31. | PHP 5.1.0 vagy magasabb |
| 1.1    | 1.1.2  | 2010. május 2       | 2016. december 31. | PHP 5.1.0 vagy magasabb |
| 1.1    | 1.1.3  | 2010. július 4.     | 2016. december 31. | PHP 5.1.0 vagy magasabb |
| 1.1    | 1.1.4  | 2010. szeptember 5. | 2016. december 31. | PHP 5.1.0 vagy magasabb |
| 1.1    | 1.1.5  | 2010. november 14.  | 2016. december 31. | PHP 5.1.0 vagy magasabb |
| 1.1    | 1.1.6  | 2011. január 16.    | 2016. december 31. | PHP 5.1.0 vagy magasabb |
| 1.1    | 1.1.7  | 2011. március 27.   | 2016. december 31. | PHP 5.1.0 vagy magasabb |
| 1.1    | 1.1.8  | 2011. június 26.    | 2016. december 31. | PHP 5.1.0 vagy magasabb |
| 1.1    | 1.1.9  | 2012. január 1.     | 2016. december 31. | PHP 5.1.0 vagy magasabb |
| 1.1    | 1.1.10 | 2012. február 12.   | 2016. december 31. | PHP 5.1.0 vagy magasabb |
| 1.1    | 1.1.11 | 2012. július 29.    | 2016. december 31. | PHP 5.1.0 vagy magasabb |
| 1.1    | 1.1.12 | 2012. augusztus 19. | 2016. december 31. | PHP 5.1.0 vagy magasabb |
| 1.1    | 1.1.13 | 2012. december 30.  | 2016. december 31. | PHP 5.1.0 vagy magasabb |
| 1.1    | 1.1.14 | 2013. augusztus 11. | 2016. december 31. | PHP 5.1.0 vagy magasabb |
| 1.1    | 1.1.15 | 2014. június 29.    | 2016. december 31. | PHP 5.1.0 vagy magasabb |
| 1.1    | 1.1.16 | 2014. december 21.  | 2016. december 31. | PHP 5.1.0 vagy magasabb |
| 1.1    | 1.1.17 | 2016. január 13.    | 2016. december 31. | PHP 5.1.0 vagy magasabb |
| 2.0    | 2.0.0  | 2014. október 12.   | ?                  | PHP 5.4.0 vagy magasabb |
| 2.0    | 2.0.1  | 2014. december 7.   | ?                  | PHP 5.4.0 vagy magasabb |
| 2.0    | 2.0.2  | 2015. január 11.    | ?                  | PHP 5.4.0 vagy magasabb |
| 2.0    | 2.0.3  | 2015. március 1.    | ?                  | PHP 5.4.0 vagy magasabb |
| 2.0    | 2.0.4  | 2015. május 10.     | ?                  | PHP 5.4.0 vagy magasabb |
| 2.0    | 2.0.5  | 2015. július 11.    | ?                  | PHP 5.4.0 vagy magasabb |
| 2.0    | 2.0.6  | 2015. augusztus 5.  | ?                  | PHP 5.4.0 vagy magasabb |
| 2.0    | 2.0.7  | 2016. február 14.   | ?                  | PHP 5.4.0 vagy magasabb |
| 2.0    | 2.0.8  | 2016. április 28.   | ?                  | PHP 5.4.0 vagy magasabb |
| 2.0    | 2.0.9  | 2016. július 11.    | ?                  | PHP 5.4.0 vagy magasabb |
| 2.0    | 2.0.10 | 2016. október 20.   | ?                  | PHP 5.4.0 vagy magasabb |
| 2.0    | 2.0.11 | 2017. február 1.    | ?                  | PHP 5.4.0 vagy magasabb |

## Használati feltételek
A Yii használata az új BSD licenc elfogadásához kötött, így lehetőség van egyaránt nyílt forrású és üzleti, zárt forrású, alkalmazások fejlesztésére is. A dokumentáció GFDL (GNU Free Documentation License), így a Yii dokumentációja bárki számára szabadon másolható, módosítható, azonban ezeket a jogokat a módosított változatnak is tovább kell örökölnie.
A Yii logója a Creative Commons Nevezd meg! – Így add tovább! 3.0 licenc feltételei mellett használható.

## Bővíthetőség, kiterjesztések
A Yii lehetőséget biztosít arra, hogy bárki könnyen írhasson hozzá/mellé kiterjesztéseket és komponenseket, amelyekkel a keretrendszer funkcionalitását bővítheti. Több száz kiterjesztés közül válogathatunk a Yii letöltések oldalán, illetve az 1.1.0-s verzió óta a Yiivel együtt a jQuery UI kontrollokat megvalósító kiterjesztések a Yii részét képezik.

## Yii 2.0
A Yii 2.0 az ígéretek szerint 2013 nyarán kerül nyilvánosságra. A Yii 2.0 nem lesz kompatibilis az előző 1.x-es kiadásokkal, azonban a fejlesztők igyekeznek mindent megtenni annak érdekében, hogy az átállás minél gördülékenyebben menjen. A Yii 2.0 az alapoktól újra lett írva a PHP 5.3.0 szolgáltatásaira építkezve. Mivel a kódban használták a legtöbb PHP 5.3-ban bevezetett funkciót, így a minimális PHP verzió a Yii 2.0 futtatásához az 5.3 lett.